# Galerie d'art de l'État de Choucha
Galerie d'art d'État de Choucha (en azéri : Şuşa Dövlət Rəsm Qalereyası ) est un espace d’exposition ouvert  à Choucha de 1982 à 1992.

## Histoire
En 1992 les expositions sont pillées et pendant un certain temps le bâtiment est resté négligé à cause des  hostilités. 8 œuvres sont retirés  et envoyé à Bakou.

## État actuel
50 tableaux et 30 œuvres graphiques sont exposées dans le fonds de la Galerie d'art. À l'initiative de la galerie, les monuments historiques et les paysages de Choucha se reflètent dans les travaux créés. Un groupe de jeunes talents travaillent dans la galerie. Des expositions sont régulièrement organisées chaque année. En 2013, la collection préparée par la Galerie d'art de Choucha a été présentée en Italie. Au cours des 28 années, le nombre d'œuvres de la collection de la Galerie a atteint 600 tableaux.